# St Mary's Stadium
St Mary's Stadium je fotbalový stadion, který se nachází v anglickém Southamptonu. Stadion je domovem ligového klubu Southampton FC. V současné době je maximální kapacita stadionu 32 505 diváků a je tak díky tomu největším stadionem v celé Jihovýchodní Anglii.
Stavba byla zahájena v prosinci 1999 a byla dokončena na konci července 2001. Práce na stadionu i okolní infrastruktuře stále něco přes 32 milionů liber. The Saints se na stadion přestěhovali počátkem srpna 2001, kdy opustili svůj starý domov známý pod jménem The Dell. První zápas se na novém stadionu odehrál 1. srpna 2001, kdy se proti sobě postavily domácí Southampton FC a španělský RCD Espanyol, španělští hosté v něm vyhráli 4:3.
V minulosti se na stadionu odehrálo spoustu mezinárodních utkání anglické fotbalové reprezentace nebo anglické fotbalové reprezentace do 21 let.